# Bradysia pentadactyla
Bradysia pentadactyla är en tvåvingeart som beskrevs av Yang, Zhang och Yang 1998. Bradysia pentadactyla ingår i släktet Bradysia och familjen sorgmyggor. Inga underarter finns listade i Catalogue of Life.